# Наумов, Владимир Тимофеевич
Владимир Тимофеевич Наумов (10 апреля 1947, Алексеевка, Псковская область — 12 ноября 1979, Ленинград) — советский футболист, полузащитник.
Воспитанник спортшколы «Смена» (Ленинград), тренер Д. Н. Бесов.
На высшем уровне дебютировал в составе ленинградского «Зенита» 4 сентября 1965 года в домашнем матче с минским «Динамо». В том сезоне провёл ещё две игры. В следующем году получил приз «Лучшие дебютанты сезона». Всего за «Зенит» в 1965—1971 годах провёл 124 игры, забил 10 голов. В 1972 году сыграл 18 игр в первой лиге за ленинградское «Динамо», после чего завершил выступления в командах мастеров.
Погиб 12 ноября 1979.